# Endlicheria arachnocome
Endlicheria arachnocome är en lagerväxtart som beskrevs av Chanderb.. Endlicheria arachnocome ingår i släktet Endlicheria och familjen lagerväxter. Inga underarter finns listade i Catalogue of Life.